# Spazio perineale profondo
La spazio perineale profondo (anche chiamata sacca perineale profonda) è lo spazio anatomico racchiuso in parte dal perineo e situato superiormente alla membrana perineale.

## Struttura
La sacca perineale profonda è delimitata inferiormente dalla membrana perineale, nota anche come fascia inferiore del diaframma urogenitale. È circondato superiormente dalla fascia superiore del diaframma urogenitale. La sacca profonda è descritta come la regione tra la membrana perineale e il diaframma pelvico.